# Percussion urbaine
 (janvier 2010).
Si vous disposez d'ouvrages ou d'articles de référence ou si vous connaissez des sites web de qualité traitant du thème abordé ici, merci de compléter l'article en donnant les références utiles à sa vérifiabilité et en les liant à la section « Notes et références ».
La « percussion urbaine » est un courant artistique né [Où ?] entre les années 1980 et 2000[Quand ?] de groupes ayant pour particularité de développer des créations chorégraphiques et musicales à partir d’ustensiles trouvés dans la vie ordinaire et transformant en musique orchestrée les sons de l'univers urbain.
Cette expression sur scène est musicalement originale par ses timbres sonores métalliques et plastiques. Elle est attractive par le large éventail d'instrumentistes qu'elle accepte, de niveau musical varié et adeptes de l'expression musicale dansée et de la théâtralisation. Enfin elle possède un côté communicatif de "défouloir".
Les lieux de scène de la « percussion urbaine »  sont des lieux de la scénique moderne[réf. souhaitée], les rues et places pour le fanfare-défilé à toute occasion, les bâtiments industriels désaffectés inusités qui s'ajoutent aux lieux institutionnels de spectacle.

## Définition
Sous le terme de « percussion urbaine » on regroupe les créations d'art brut musical utilisant comme famille d'instruments de percussion des objets dont la fonction est éloignée de la musique : des emballages de produits de consommation ou de produits entrant dans la fabrication industrielle, dans la construction de bâtiments, et des éléments d'équipement urbain reconnaissables. Ces objets sont choisis parce que susceptibles de produire un effet visuel ou sonore. Tout peut y passer : journal froissé, balai de nettoyage frotté sur le parquet, bidon percuté, couvercle de poubelle, ballon de basket-ball projeté contre un mur, cris "façon tribu" des instrumentistes, « ce langage de l'ère industrielle ne trouve pas de limite à l'innovation ». Il s'enrichit également d'accompagnements sonores électro-acoustiques tels que des samples de bruits urbains (métro, moteur, voitures et nappes sonores).
Dans ces instruments sonores très variés on retrouve néanmoins quelques références telles que les bidons métalliques et plastiques, les poubelles métalliques et plastiques, les "ballettes" de nettoyage (à brosse), les ballons de basket, les éviers à robinet, etc.
Mise en scène de la vie urbaine, la « percussion urbaine » propose une identification symbolique aux ouvriers et techniciens de construction, les véritables bâtisseurs des mégapoles - une représentation personnifiée de l' « homme urbain » - afin de réaliser des édifices artistiques et musicaux à l'image de cette source d'inspiration.
Issue du mouvement rock - rock alternatif et de la musique afro-ethnique, cette mouvance urbaine s'inscrit dans un courant déclaré « néo tribal ».
Ce nouveau style artistique sans délimitation de genre (contemporain, rock, ethnique, urbain, music'hall), multi-disciplines (percussion, danse, comédie-jeu scénique) ou multi-catégories scéniques (spectacle, concert, ballet et percussion, « battle »[Quoi ?] de percussion, performance extrême[Quoi ?]) est censé être l'expression de la réconciliation entre l'homme moderne et la jungle urbaine dont il est issu.
Elle exprime une composition voulue en « pleine expansion/création » et coordonne à l'aide de son tempo unificateur les ouvriers/musiciens du « chantier ».

## Historique
Entre 1987 et  2006 de nombreuses compagnies de spectacles de percussions visuelles telles que Stomp, les Tambours du Bronx, Mayumana, Gamboots ou Draconis percussion, interprètent des compositions visuelles et sonores à partir d’instruments de récupération dans des créations scéniques inédites, dans le cadre d'une tendance urbaine en plein essor.
Un franc succès est remporté auprès du public[réf. nécessaire].
Créations de décors urbains, mise en scène du monde ouvrier et allégorie sur le devenir de la vie dans la ville, ces spectacles ont occupé les grandes scènes dans le monde avec des tournées de groupes français, espagnol-israéliens, anglo-saxons, africains.

## Images

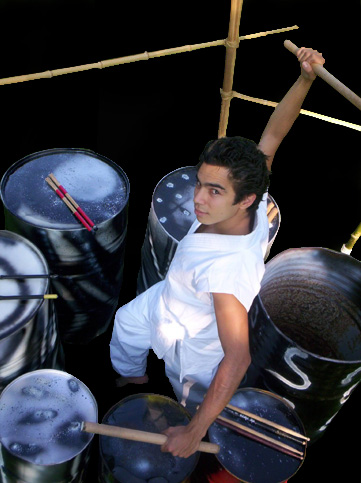
Un percussionniste urbain